# De Donkere Toren VI: Een Lied van Susannah
 De Donkere Toren VI: Een Lied van Susannah (originele titel The Dark Tower VI: Song of Susannah ) is een fantasy/western-roman van de Amerikaanse schrijver Stephen King. Het is het zesde boek uit de serie De Donkere Toren. Het boek werd voor het eerst gepubliceerd in juni 2004.
In 2005 werd het boek genomineerd voor de Locus Award voor beste fantasyboek.

## Plot
Het verhaal gaat verder waar “Wolven van de Calla” ophield. Susannah, wiens lichaam nu grotendeels bezeten wordt door haar nieuwe persoonlijkheid Mia, is met het zwarte tovenaarsglas naar het New York van 1999 gevlucht om haar monsterlijke kind te baren, terwijl Roland, Eddie en Jake in Calla zijn achtergebleven, klaarblijkelijk zonder mogelijkheid om haar te volgen. 
De manni, een sekte die zich specialiseert in het reizen tussen verschillende werelden, bieden hun hulp aan om de deur naar New York te heropenen. Tegelijk moet het Ka-Tet echter ook in 1977 boekenverkoper Calvin Tower beschermen tegen De Sombra Corporation, die het stuk braakliggend land waar de roos staat nog altijd wil hebben. Ook wordt nog eens duidelijk in hoeverre de Donkere Toren in gevaar verkeerd, wanneer een van de stralen wordt vernield door de brekers. De Ka-Tet, waar Donald Callahan nu ook deel van uitmaakt, splitst in 2 groepen. Jake, Oy en Callahan gaan naar 1999 om Susannah terug te halen, terwijl Roland en Eddie naar 1977 gaan. 
Susannah, die dankzij Mia in 1999 haar benen terug heeft gekregen, probeert Mia aanvankelijk zo goed mogelijk te helpen omdat ze zelf ook in gevaar is, totdat Mia sterk genoeg wordt om Susannah’s lichaam geheel over te nemen. Mia onthuld in ruil voor Susannah’s medewerking meer over de ware aard van haarzelf en haar kind (die van Mia de naam Mordred krijgt), en zodoende blijkt de vork anders in de steel te zitten dan tot dusver aangenomen; de demon die Susannah bezwangert heeft, is dezelfde demon die Roland eerder tegenkwam en seks mee had in een orakel (te lezen in het eerste boek). Als gevolg hiervan, is Roland de echte vader van Mordred. Volgens Mia is Mordred voorbestemd om Roland te doden. Mia zelf is niet zozeer een nieuwe persoonlijkheid van Susannah, maar een geest die, al sinds ze eeuwen terug een baby zag, zelf moeder wilde worden. Ze heeft een deal gesloten met Walter/de man in het zwart om bezit te kunnen nemen van Susannah’s lichaam en zo Modred te kunnen baren, in ruil voor haar onsterfelijkheid. Susannah weet dat er een addertje onder het gras zit, maar kan Mia hier niet van overtuigen.
In 1977 worden Roland en Eddie opgewacht door de bende van Enrico Ballazar, maar kunnen ontkomen door tussenkomst van een man genaamd John Cullum. Via Cullum vinden de twee ook Calvin Tower en diens vriend Aaron Deepneau, en weten hem eindelijk te overtuigen om het terrein met de roos aan hen te verkopen (op papier wordt het verkocht aan een fictief bedrijf genaamd de “Tet corporatie”). Al snel ontdekken Eddie en Roland dat de wereld waar ze nu zijn anders is dan de anderen; ‘echter’. Roland concludeert dat dit zogenaamde sleutelwereld is; een wereld waarin de tijd alleen vooruit gaat en waarin de dood permanent is, anders dan in andere werelden. Wel blijken er geregeld bezoekers uit andere werelden op te duiken in het plaatsje. Roland en Eddie vernemen dat schrijver Stephen King in de buurt woont, en besluiten van de gelegenheid gebruik te maken om meer opheldering te vragen over het boek ‘Bezeten Stad’ en hoe het kan dat in deze wereld Donald Callahan blijkbaar slechts een personage in fictie is. Eenmaal ter plaatse blijkt al snel dat Stephen King, die inmiddels het eerste deel van “De Donkere Toren” al heeft geschreven maar nadien de serie opgegeven heeft, niet zozeer de ‘schepper’ is van Roland en zijn Ka-Tet maar meer een medium van de Donkere Toren zelf. Door Rolands verhaal op te schrijven en te publiceren in deze wereld speelt King, net als de roos en de stralen, een belangrijke rol in het in stand houden van de donkere toren. De Scharlaken Koning en diens handlangers werken hem echter tegen. Roland helpt King om het vertrouwen in zijn verhalenserie te herwinnen en de draad weer op te pakken. 
In 1999 vinden Jake en Callahan in Susannah’s/Mia’s hotelkamer het zwarte tovenaarsglas, en verbergen dit in een bagagekluis onder het World Trade Center. Het glas zal uiteindelijk vernietigd worden tijdens de Aanslagen op 11 september 2001. Vervolgens begeven ze zich naar een restaurant genaamd de Dixie Pig, wat in werkelijkheid een uitvalsbasis is van vampieren en de lage mannen; de handlangers van de Scharlaken Koning. Mia is daar eerder al gearriveerd, en van daaruit weer naar Al-Wereld gebracht, naar een stadje genaamd Fedic. Dit is de thuisbasis van de wolven uit het vorige boek. Ze staat op het punt te bevallen van Mordred. Inmiddels is wel duidelijk dat de Scharlaken Koning Mordred meteen op zal eisen en geen intentie heeft om Mia het moederschap te gunnen dat haar beloofd was. Gewapend met Jakes vuurwapen, een set Oriza Borden, en een Scrimshaw amulet van de schildpad Maturin, bestormen Jake en Callahan het restaurant. 
Het boek eindigt met een reeks aantekeningen van Stephen King over hoe hij in de loop der jaren inderdaad de serie De Donkere Toren verder voortzet, totdat hij door toedoen van de Scharlaken Koning op 19 juni 1999 om het leven komt bij een auto-ongeluk.